# میهن (شرکت)
میهن شرکت صنایع غذایی ایرانی است که در زمینه تولید بستنی، آب‌میوه، فراورده‌های لبنی و کنسرویجات فعالیت می‌کند. این شرکت در سال ۱۳۵۴ خورشیدی توسط ایوب پایداری در تهران پایه‌گذاری شد. این مجموعه، بزرگ‌ترین تولیدکننده بستنی و لبنیات در ایران به‌شمار می‌رود که با بیش از ۳۰٬۰۰۰ کارگر به فعالیت خود در این زمینه ادامه می‌دهد. تولیدات این شرکت شامل پنیر، کره، شیر، خامه، ماست، دوغ، انواع بستنی و آبمیوه است.
این مجموعه با داشتن کارخانه تولید بستنی به نام میهن با وسعت ۳٫۶ هکتار، کارخانه تولید لبنیات به نام شهر لبنیات میهن با وسعت ۳۷ هکتار و کارخانه تولید بستنی و آبمیوه به نام پاندا میهن به وسعت ۱۸ هکتار، از بزرگ‌ترین مجتمع‌های صنایع غذایی کشور ایران محسوب می‌شود.
همچنین میهن، مجتمع کشت و صنعت سبز غزال میهن را مشتمل بر دامداری ۴۰ هزار رأسی گاو شیری در زیربنایی به وسعت ۴۰ هکتار جهت تولید شیر موردنیاز کارخانه‌های لبنیات و بستنی میهن؛ به‌همراه مزرعه‌ای به وسعت ۲۵۰ هکتار در مجاورت دامداری، جهت کشت خوراک‌دام و علوفه دام‌های شیری خود، در استان مرکزی ایجاد کرده‌است.

## تاریخچه
شرکت میهن در سال ۱۳۵۰ توسط ایوب پایداری تأسیس شد. او فعالیت خود را از نوجوانی با فروش بستنی به وسیله چرخ دستی آغاز کرد. او میهن را به بزرگ‌ترین تولیدکننده بستنی و لبنیات در کشور تبدیل کرد که در هم‌اکنون بیش از ۱۱۰۰۰ نفر را در بخش‌های مختلف به خدمت گرفته و فضاهای تولیدی سرپوشیده آن به ۳۵۰ هزار متر مربع بالغ می‌شود.
ایجاد زنجیره بزرگ توزیع در کشور با بیش از ۶۰ مرکز توزیع به میهن کمک کرد تا محصولات خود را در بیش از ۲۰۰ هزار فروشگاه در سراسر کشور عرضه کند و بالغ بر ۶۵٪ سهم بازار بستنی و ۵۰٪ سهم بازار شیر استریلیزه را در اختیار بگیرد. استفاده از بهترین مواد اولیه و فناوری روز جهان باعث شد محصولات میهن به کشورهای دیگر مانند عراق، کویت، امارات متحده، پاکستان، عمان، قطر، روسیه، مالزی و افغانستان نیز صادر شوند.
برادران پایداری در سال‌های ۱۳۹۰ و ۱۳۹۱ دچار اختلاف و جدایی از یکدیگر شدند. فرامرز پایداری در سال ۱۳۹۱ شرکتی با نام دومینو را راه‌اندازی کرد که نشان‌واره‌ای شبیه به میهن دارد.
در سال ۱۳۹۹ بخشی از شهرک لبنیات میهن واقع در شهرستان اسلامشهر دچار آتش‌سوزی شد که گفته شد این آتش‌سوزی خسارتی وارد نکرده و توسط آتش‌نشانی خاموش شده است.

## حواشی خیزش ۱۴۰۱ ایران
در پی خیزش ۱۴۰۱ ایران ویدئویی در توییتر پخش شد که انتقال نیروهای امنیتی را با ون‌های شرکت میهن نشان می‌داد. همچنین تصایری پخش شدند که ون‌های این شرکت را نزدیک زندان و محل اعتراضات نشان می‌دادند. پس از آن هشتگ‌هایی همچون #میهن_فروش در صفحات مجازی ایجاد شدند و مردم در حمایت از آن، شرکت میهن را تحریم کردند. میهن ساعتی پس از این اتفاق پستی مبنی بر کذب‌بودن اتهامات منتشر کرد. در پی این رویداد، قیمت برخی محصولات این شرکت کاهش یافت.

## در میان برندهای برتر
شرکت میهن در سال ۱۳۹۲ در دهمین جشنواره ملی قهرمانان صنعت ایران به عنوان یکی از ۱۰۰ برند برتر ایران شناخته شد.

## لوح‌ها و افتخارات
- ۱۳۹۳: دریافت تندیس و کسب عنوان واحد سرآمد صنعت بستنی
- ۱۳۹۴: دریافت تندیس و کسب عنوان واحد سرآمد صنعت بستنی
- ۱۳۹۴: دریافت تندیس زرین برند محبوب
- ۱۳۹۵: دریافت گواهینامه و تندیس رعایت حقوق مصرف‌کنندگان از سازمان صنعت و معدن
- ۱۳۹۵: دریافت تندیس از سازمان توسعه تجارت ایران
- ۱۳۹۵: دریافت تندیس از سازمان صنعت و معدن
- ۱۳۹۶: دریافت لوح سپاس در حمایت از تولید و اشتغال
- ۱۳۹۶: دریافت نشان امین الضرب
- ۱۳۹۹: لوح زرین رضایتمند مشتری[۱۵]